# Paralamyctes chilensis
Paralamyctes chilensis är en mångfotingart som först beskrevs av Gervaisin, in Walckenaer och Paul Gervais 1847.  Paralamyctes chilensis ingår i släktet Paralamyctes och familjen fåögonkrypare. Inga underarter finns listade i Catalogue of Life.